# Otto (hrabia Kleve)
Otto (ur. ok. 1278 r., zm. w 1310 lub 1311 r.) – hrabia Kleve od 1305 r.

## Życiorys
Otto był jedynym synem hrabiego Kleve Dytryka VI (VIII/VII) i jego pierwszej żony Małgorzaty, córki hrabiego Geldrii Ottona II (miał młodszych braci przyrodnich z drugiego małżeństwa ojca). W 1305 r., po śmierci ojca objął hrabstwo Kleve. W okresie swoich rządów w dużym stopniu uzależnił się od arcybiskupów Kolonii. Zmarł nieoczekiwanie w 1310 lub 1311 r., nie pozostawiając męskiego potomka. 
Otto był dwukrotnie żonaty. Pierwszą jego żoną była Adelajda, córka hrabiego Mark Engelberta I. To małżeństwo było bezdzietne. Drugą żoną była poślubiona w 1308 r. Mechtylda, córka hrabiego Virneburga Ruprechta II i bratanica arcybiskupa Kolonii Henryka z Virneburga. Otto i Mechtylda mieli córkę Irmgardę (zm. 1362), która była później żoną hrabiego Mark Adolfa II, a po unieważnieniu tego małżeństwa – Jana, hrabiego Arkel.

## Następstwo po Ottonie
Po śmierci Ottona, tytuł hrabiowski przejął jego młodszy przyrodni brak Dytryk VII (IX/VIII), ale Mechtylda, wdowa po Ottonie, próbowała kwestionować następstwo swego szwagra w imieniu córki Irmgardy. Roszczenia te poparł potężny stryj Mechtyldy, arcybiskup Kolonii, a także hrabia Mark Engelbert II. Dytryk zdołał jednak zabezpieczyć swoje władztwo dzięki poparciu udzielonemu w zwycięskiej walce o tron niemiecki Ludwikowi IV Wittelsbachowi (podczas gdy jego konkurenci popierali Fryderyka Habsburga).